# Shigeharu Ueki
Shigeharu Ueki (n. 13 septembrie 1954, Kawasaki, Japonia – d. 11 aprilie 2024, Maebashi, Japonia) a fost un fotbalist japonez.

## Statistici
| Japonia | Japonia | Japonia |
| An      | Meciuri | Goluri  |
| ------- | ------- | ------- |
| 1979    | 1       | 0       |
| Total   | 1       | 0       |